# لیلا فریقی
لیلا فریقی (زاده ۲۷ تیر ۱۳۵۴ در مریوان ) خواننده زن کرد است.  او خواهر مرضیه فریقی است.  لیلا در حال حاضر در سوئد زندگی می کند. 

## زندگی
در کودکی پدرش بر اثر سرطان مرده است و مادرش در بمباران جنگ ایران و عراق کشته شد. پس از آنها برادر بزرگترش سرپرستی آنها را بر عهده گرفت و به روستای بهرام آباد از توابع سروآباد رفتند. در آنجا تحصیلات دبستان را گذراند. در سال 1991 به سوئد اعزام شد. لیلا فریقی کار خود را با خواندن ترانه‌هایی از طائر توفیق آغاز نمود و در سال 1376 اولین آلبوم خود را با نام ستاره(به کوردی: ئەستێرە )در سوئد منتشر کرد. او هنوز آنجا زندگی می کند. در سال 2000 آلبوم  چشمان سیاه(سیا چەمانە)  را با شرکت  اسکای ویژن پرداکشن در سوئد  منتشر کرد و در سال 2002 آلبوم اوین(عشق) و آزار را با همین شرکت منتشر کرد. در سال ۲۰۰۷ پس از مرگ خواهرش مرضیه فریقی ،  آلبوم بهمن گوش کنین را منتشر کرد که پرفروش ترین آلبوم سال شد و در این آلبوم ترانه ای با خواننده مشهور مصری علی حجاز به زبان کردی و عربی خوانده است . این آهنگ ، لیلا فریقی را در کشور عربی بسیار معروف کرده است و همچنین  لیلا فریقی در میان فارسی زبان معروف شده و ویدیوها و اخبار لیلا فریقی در کانال های فارسی منتشر شده اند. لیلا فریقی پس از مدت ها غیبت در سال 1396 برای ادامه فعالیت با آهنگ منم اینجام( منیش لێرەم )بازگشت و در همان سال آلبوم جدیدی با عنوان پژواک های گذشته منتشر کرد. 

## آلبوم ها
- 1997: ستاره (ئەستێرە)
- 2000: چشمان سیاه (سیا چمانه) تولید شده توسط اسکای ویژن پرداکشن، سوئد
- 2002: عشق و درد (ئەوین و ئازار (ئەلبۆم))، تولید آسمان ویژن
- 2007: Listen to Me تولید شده توسط Leila Productions و Chwar Chra – ART. شرکت شرکت
- 2017: پژواک های گذشته

## کار با آهنگسازان و شاعران
لیلا فارقی با آهنگساز هالکوت ظاهر  کار کرده و از اشعار شاعران بسیاری استفاده کرده است  از جمله:
- اکرم امین
- حما سعید ابراهیم
- زیاد اسد
- حما سعید حسن
- ریدار صابر
- عبدالرحمن بلاف
- محمد قدیر
- همکار عجیب
- احمد محمد
- کمال میراودلی
- درباز یونس